# Loch Linnhe

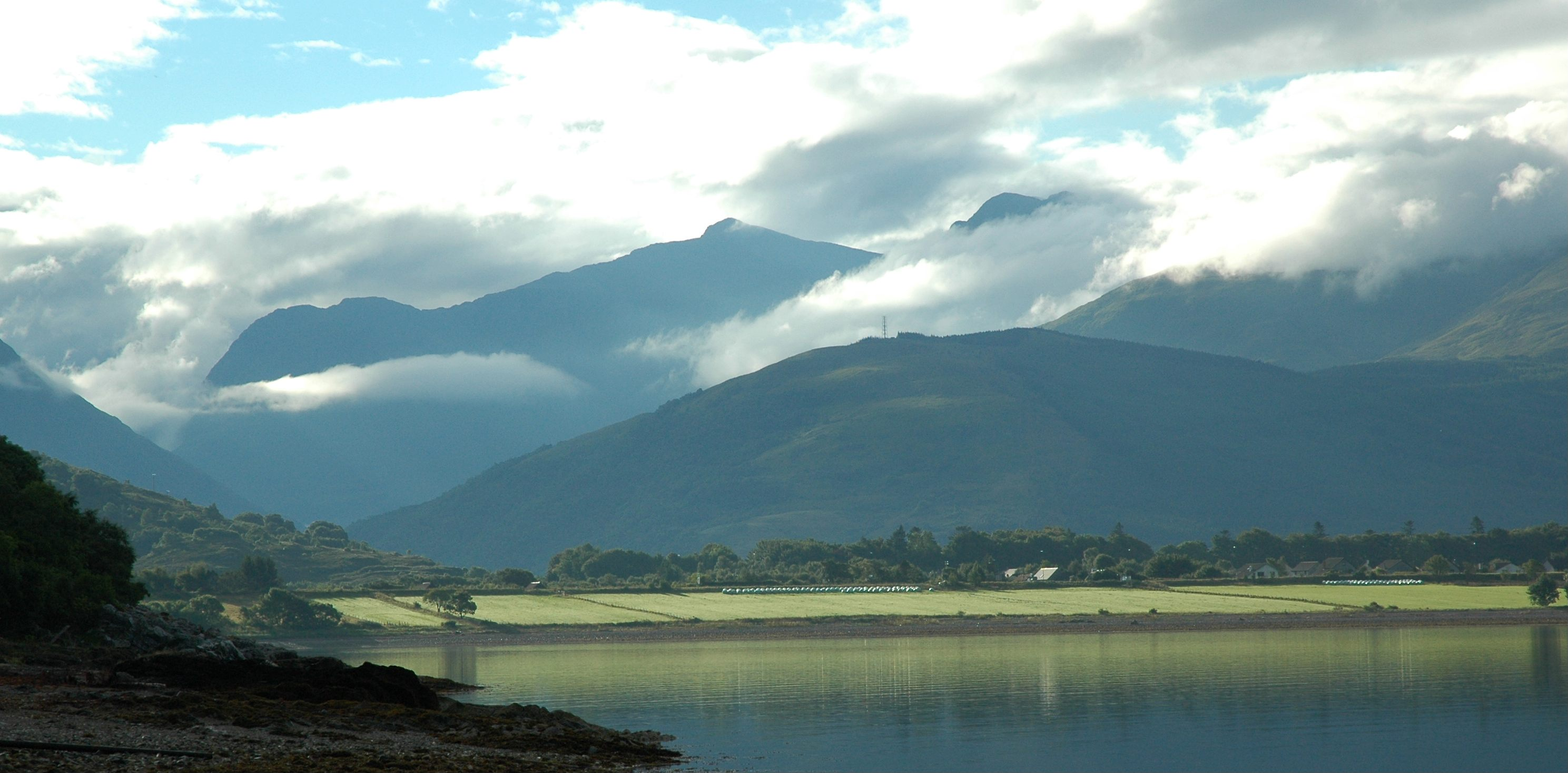
Loch Linnhe

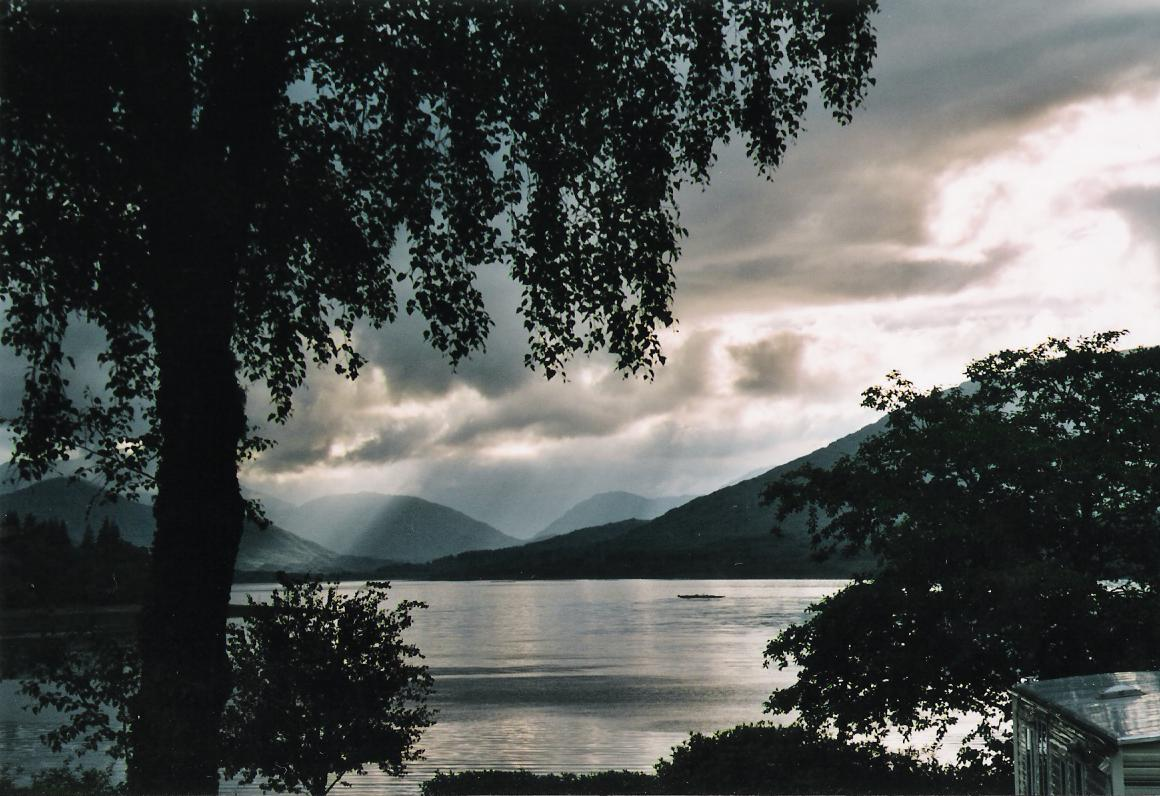
Loch Linnhe från Linnhe Lochside Holidays

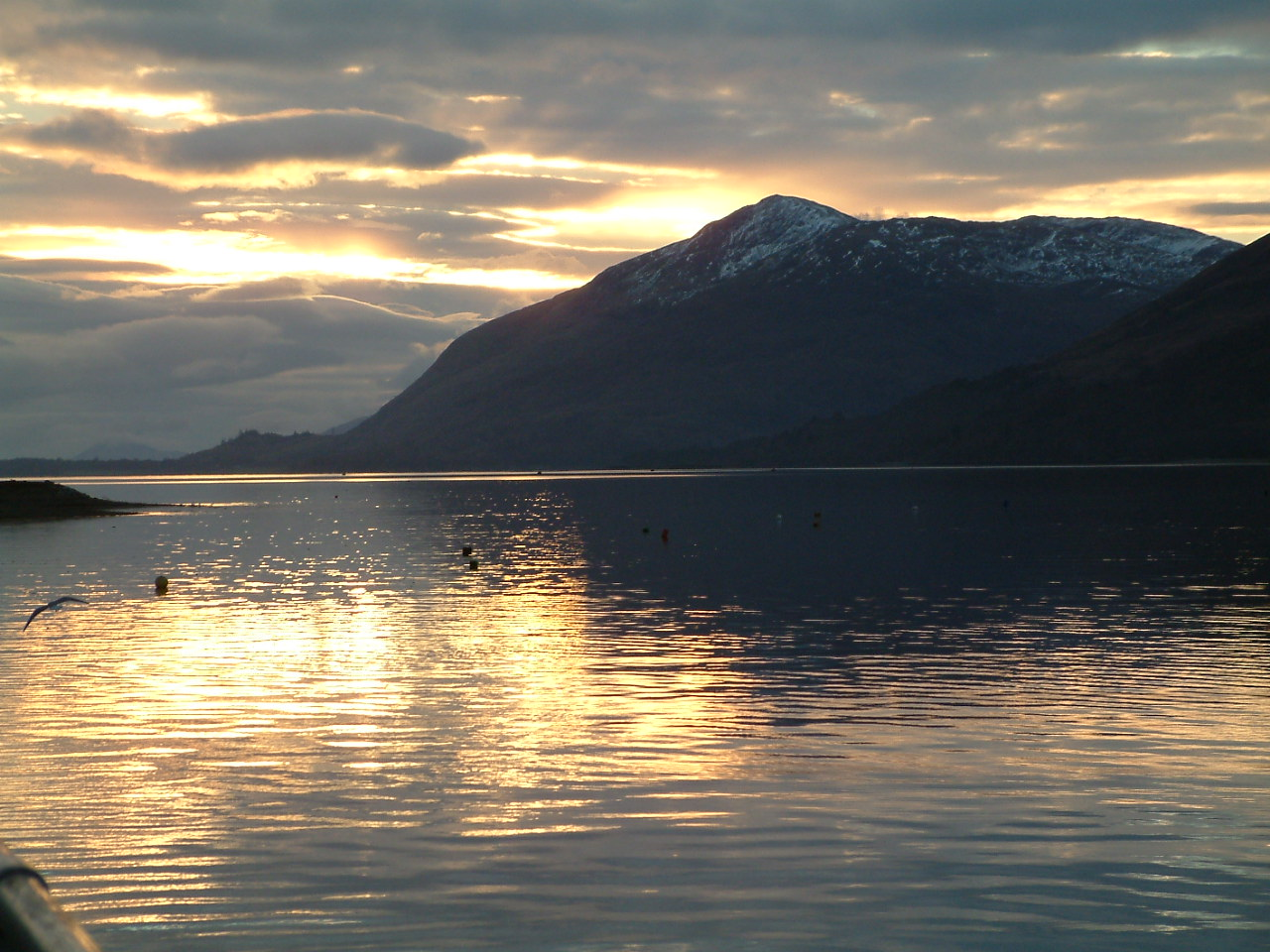
Loch Linnhe i solnedgången

Loch Linnhe (känd som An Linne Dhubh eller An Linne Sheileach på skotsk gaeliska) är en havsvik (sea loch) på Skottlands västkust. Loch Linnhe är ungefär 15 kilometer lång och har en medelbredd på 2 kilometer. Den mynnar ut i Atlanten genom Firth of Lorn. Vid nordvästra Loch Linnhe ligger Fort William.
Loch Leven är en gren av Loch Linnhe.